# Григорук Аделя Григорівна
Григорук (Гавриш) Аделя Григорівна (1 січня 1952, селище Обертин, Тлумацький район, Івано-Франківська область) – українська педагог, науковиця, журналістка, письменниця, літературний критик і літературознавиця, авторка книг для дітей. Заслужена працівниця освіти України, член Національної спілки письменників України та Національної спілки журналістів України.

## Життєпис
ГРИГОРУК (Гавриш) АДЕЛЯ ГРИГОРІВНА (народилася  01 січня 1952 року  в селищі Обертині Тлумацького району Івано-Франківської області)  — педагог, науковиця, журналістка, українська письменниця, заслужений працівник освіти України, член Національної спілки пись-менників України, Національної спілки журналістів України, Національної спілки краєзнавців України, літературний критик і літературознавиця, авторка книг для дітей.
Аделя Григорук народилася  в селищі Обертині Тлумацького району Івано-Франківської області 01 січня 1952 року. Мешкає в м. Косові.
Закінчила з відзнакою Чернівецький державний університет імені Юрія Федьковича із двох спеціальностей «Українська мова та література» (1974), «Російська мова та література» (1989), аспірантуру при кафедрі зарубіжної літератури філологічного факультету цього ж університету (1994).
Працювала викладачкою української мови та літератури Косівського технікуму народних художніх промислів ім. В. І. Касіяна (1974–75), вчитель- кою Криворівнянської восьмирічної школи (1975—1979). Із 1979 року — викладачка, завідувачка відділення соціально-гуманітарних дисциплін (1979—1994) Косівського технікуму народних художніх промислів ім. В. І. Касіяна. Після реорганізації навчального закладу працює  заступницею  директора коледжу з навчальної роботи (1994—2000). Зі створенням Косівського дер-жавного  інституту прикладного та декоративного мистецтва (2000), працює на  посаді доцентки, завідувачки кафедри соціально-гуманітарних дисциплін (2000—2007), проректорки з наукової роботи (2003—2007).
Із 2008 року — старша наукова співробітниця науково-дослідної лабора-торії «Гуцульська етнопедагогіка і гуцульщинознавство» (2008—2018) Націо-нальної академії педагогічних наук України.
Творчість
Аделя Григорук — 
- редакторка районного педагогічного часопису «Освітянський вісник» (м. Косів);
- заступниця головного редактора журналу «Гуцули і Гуцульщина»;
- редакторка відділу культури альманаху «Алкос»;
- член редакційної колегії  журналу «Ґражда» (м. Львів);
- голова журі літературно-мистецького конкурсу «Край п'яти Січей» (м. Нікополь),
- голова журі літературно-художнього конкурсу «Свою Україну любіть» (м. Косів).

Має більше 500 публікацій в українських і зарубіжних наукових та літературно-мистецьких виданнях, вісниках Чернівецького, Прикарпатсько-го, Тернопільського, Львівського університетів, Львівської національної ака-демії мистецтв;
         журналах та альманахах «Дзвін» (Львів), «Перевал» (Івано-Франків-ськ), «Німчич» (Вижниця), «Буковинський журнал» (Чернівці), «Гуцули і Гуцульщина» (Косів), «Ґражда» (Львів), «Харків Lit» (Харків), «Фольклор та етнографія» (Київ); «АЛКОС» (Косів), «Гуцульський калєндар» (Верховина), «Гуцульщина» (Верховина), «Гуцульщина і Покуття» (Коломия), «Джерельні дзвони» (Косів), «Затишок» (Хмельницьк),  «За чашкою кави» (Рівне), «Золота пектораль» (Чортків), «Зелені Карпати» (Ужгород), «Краєзнавець Прикарпаття» (Івано-Франківськ),  «Писанка»  (Верховина),  «Politikantrop» та ін..
        газетах — «Літературна Україна» (Київ), «Українська літературна газе-та» (Київ), «Літературна газета» (Луганськ), «Галичина» (Івано-Франківськ), «Освітянське слово» (Івано-Франківськ), «Захід» (Снятин), «Час і події» (Чи-каго), «Гуцульський край» (Косів), «Освітянський вісник» (Косів), «Бу-ковина», «Крайова освіта» (Чернівці), «Буковинське віче» (Чернівці), «Дум-ка» (Косів), «Верховина» (Закарпаття), «Вільний голос» (Коломия), «Вижницькі обрії» (Вижниця), «Верховинські вісті» (Верховина), «Волинські обереги» (Рівне), «Галицький кореспондент» (Івано-Франківськ), «Галицька Просвіта» (Івано-Франківськ), «Гарний настрій» (Рівне), «Голос краю» (За-ставна), «Дзеркало медіа» (Коломия), «Злагода» (Тлумач),  «Кримська світ-лиця» (Сімферополь, Автономна Республіка Крим), «Мистецька палітра. Інформаційний бюлетень» (Івано-Франківськ), «Рідне слово» (Косів), «Слово Просвіти» (Київ);
        зарубіжних газетах та журналах:
«Вільне слово» (Бухарест, Румунія),  «Віче» (Чикаго, США), «Нове життя» (Пряшів, Словаччина), «Свобода»  (Нью-Йорк, США), «Дзвоник» (Бухарест, Румунія), «Наш голос» (Бухарест, Румунія), «Наш український дім» (Ніжин, Для українців Аргентини), «Розумники» (Торонто, Канада), «Український дім» (Ніжин, Для українців Аргентини).
Член Наукового товариства імені Тараса Шевченка. Учасниця і доповідачка багатьох міжвузівських, регіональних, всеукраїнських та міжна-родних наукових конференцій.
Авторка навчально-методичних посібників:
- «Літературне краєзнавство в курсі української літератури» (1997);
- «Ділові ігри в навчальній діяльності» (2002);
- «Українське ділове мовлення за професійним спрямуванням» (для студентів напряму 0202 — «Мистецтво») (2007).

Авторка і упорядниця навчально-методичних посібників:
·       «Моя Гуцульщина» (2010);
·       «Люблю тебе, Гуцульщино» (2012);
·       «Ростимо юних патріотами України» (2015).
Авторка програм:
·       «Психологія: програма для художніх навчальних закладів II
рівня акредитації зі спеціальності  6.020200» Образотворче та декоративно-прикладне мистецтво" (1998);
·       «Гуцульщинознавство. 2-4 класи початкової школи» (2012);
·       Програма з краєзнавства.
Редакторка фольклорних, художніх, навчально-методичних, туристич-но-краєзнавчих видань та передмов до них,  статей в енциклопедичних вида-ння;
Авторка книг:
·       «Микола Близнюк. Нарис творчості», 2006;
·       «На відстані слова», 2008;
·       «Духовні скарби Ігоря Пелипейка», 2010;
·        «Юрій Павлович: бути собою», 2010;
·       «Народний учитель України Петро Лосюк», 2011;
·       «Юрій Павлович: сповідь душі», 2014;
·       «Етнологія Гуцульщини: фольклор і обрядовість», 2020;
·       «І слово це у мене від Всевишнього», 2020;
·       "Рука різця не випускала: Творчий портрет Василя Кабина, 2022;
              дитячих книг:
·       «Казочки для Тарасика», 2011;
·       «До нас іде Миколай», (казки, 2011);
·        «Ростіть великі», (казки, 2012);
·        «Хто мій друг?», (загадки, 2014);
·       «Ростіть великі», (казки, 2015);
·       «На рідній землі», (поезії, 2015);
·       «Найдорожчий скарб», (казки, 2016);
·       «Лийся, пісенько крилата», (дитячий пісенник, 2017).
Окремі тексти та казки для дітей перекладені англійською, німецькою, польсь-кою, румунською, французькою мовами.
Член Національної спілки журналістів України (2011), Національ-ної спілки письменників України (2014), Національної спілки краєзнавців України (2022).   Голова Косівської районної організації НСЖУ ().
Член Громадської ради при голові Косівської районної державної адміністрації, голова комісії з питань освіти та науки, член правління районної організації «Просвіта» ім. Т. Г. Шевченка, координаторка Клубу ін-телігенції ім. І. А. Пелипейка.
Відзнаки і нагороди
·       Лауреатка Всеукраїнської премії «Українська мова — мова єднання» (Луганськ, 2007);
·       премії журналу «Німчич» у галузі літературної критики за 2008 рік (за публікацію матеріалів про творчість прикарпатських письменників);
·       педагогічної премії імені Ігоря Пелипейка (2010);
·       премії імені Марійки Підгірянки  Івано-Франківського обласного об'єд-нання ВУТ «Просвіта» (2017);
·       літературної премії імені Василя Стефаника (2022).
Державні нагороди
·      Відмінник освіти  України (1996);
·      Заслужений працівник освіти України (2006);
·      Нагороджена ювілейними медалями «20 років виходу з підпілля УГКЦ» (2010);
·      «20 років Незалежності України» (2011);
·        "150 років «Просвіті» (2019);
·       почесною Золотою відзнакою Конфедерації журналістів України («Золоте перо української журналістики) (2022)».
Дипломантка
·       Всеукраїнської програми «Золотий фонд нації», Міжнародної програми «Українці — великий європейський народ» (2018);
·       Всеукраїнської  програми «Державні нагороди України. Кавалери та лауреати» (2019);
·        Всеукраїнської програми «Україна очима митців» (2021).
·       Всеукраїнської програми «Українці — незламний європейський народ» (2023);
·       Всеукраїнської програми «Все буде Україна» (2023).
Кредо:
«Наші діди, наші батьки — українські січові стрільці, воїни УПА, прощаючись, вимовляли коротке слово: „Честь!“. Воно було виявом внутрішньої готовності кожного за жодних обставин не втратити цієї шляхет-ної риси, і — святим кредо: безчестя страшніше за смерть!..»
Вікіпедія
https://uk.wikipedia.org › wiki › Григорук_Аделя_Гр..
Wikiwand
https://www.wikiwand.com › Григорук_Аделя_Григо…
Webnode
https://u-sviti-kazok.webnode.com.ua
who-is-who.ua
https://who-is-who.ua › main › page › nagoroda-7
Дзеркало Коломиї
https://dzerkalo.media › news › filigranna-maystrinya-slo
Дзеркало Коломиї
https://dzerkalo.media › news › vasil-devdyuk-i-yogo-uc…
Коломия ВЕБ Портал
http://www.kolomyya.org › adel_hryhoruk
Коломия ВЕБ Портал
http://kolomyya.org › sites
Tales.Org.Ua
https://tales.org.ua › … › Казки українських письменників
Tales.Org.Ua
https://tales.org.ua › … › Аделя Григорук
forkids.org.ua
https://forkids.org.ua › kazky › kazka-yak-zaychyk-i-bi…
forkids.org.ua
https://forkids.org.ua › kazky › kazka-lisova-rozbiynyc.
svit-kazok.info
https://svit-kazok.info › … › Казки українських авторів
ТиДиви
https://tydyvy.com › video › DyktTlw
kosiv.org.ua
https://library.kosiv.org.ua › 2024 › Apri
Видавництво «Писаний камінь»
https://evrika.if.ua › tag › аделя-григорук
zolotapektoral.te.ua
https://zolotapektoral.te.ua › казковий-світ-з-під-пера-ад.
zolotapektoral.te.ua
http://zolotapektoral.te.ua › tag › аделя-григорук › page
Мала Сторінка
https://mala.storinka.org › аделя-григорук-казка-сміли
Мала Сторінка
https://mala.storinka.org › tag
lib.if.ua
https://lib.if.ua › litprem
kosiv.org.ua
https://library.kosiv.org.ua › 2022 › December
kosivart.if.ua
https://kosivart.if.ua › 2024 › June
Косівська РДА
https://kosivrda.gov.ua › news
Kosiv.biz
https://alkos.kosiv.biz › … › № 4, 2006—2007
Kosiv.biz
https://gig.kosiv.biz › editors
«Лудинє-фест»
https://ludyne.huculia.info ›..
huculia.info
https://huculia.info › place › publishing-house-pysanyj-k…
edukit.if.ua
http://kosiv-rmk.edukit.if.ua › grigoruk_adelya_grigorivna
svoboda-news.com
https://subscription.svoboda-news.com › author › аделя-.
svoboda-news.com
https://subscription.svoboda-news.com › Постат
Час і Події
https://www.chasipodii.net › author
Ukrainian Studies at the University of Toronto
https://tarnawsky.artsci.utoronto.ca › elul › Wowk-Wira
Galka.if.ua
https://galka.if.ua › Новини
Galka.if.ua
https://galka.if.ua › — Життя › Арт
Суспільне | Новини
https://suspilne.media › ✔ Усі новини
Facebook
https://www.facebook.com › posts
Facebook
https://www.facebook.com › photo
Facebook
https://www.facebook.com › videos › літературні_зустр…
YouTube
https://m.youtube.com › watch
YouTube
https://www.youtube.com › playlist
Національна спілка письменників України
https://nspu.com.ua › novini › adelya-grigoruk-horali-ze.
Національна спілка письменників України
https://nspu.com.ua › adelya-grigoruk-sjuita-osinnogo-listu
Книжкова Хата
https://knygy.com.ua › …
Львівська Національна Академія Мистецтв
http://kipdm.lnam.edu.ua › nauka › biblioteka
Львівська Національна Академія Мистецтв
http://kipdm.lnam.edu.ua › …
обласний державний центр туризму і краєзнавства учнівської молоді
http://tourismcenter.if.ua › upload › files
УДЦНПВКТУМ
https://patriotua.org › vidbulasia-iv-vseukrainska-kraiez
Національний природний парк «Гуцульщина»
https://hutsulshchyna-park.in.ua › Новини
Всеукраїнське товариство «Гуцульщина»
https://gucul.at.ua
Всеукраїнське товариство «Гуцульщина»
http://gucul.at.ua › ukrajinci_velikij_evropejskij_narod
Тернопільського національного педагогічного університету імені
```
          Володимира Гнатюка
```

http://dspace.tnpu.edu.ua › handle
Тернопільського національного педагогічного університету імені
Володимира Гнатюка
http://dspace.tnpu.edu.ua › bitstream › hryhoruk PDF
Одеська національна наукова бібліотека
https://odnb.odessa.ua › view_post
irbis-nbuv.gov.ua
http://irbis-nbuv.gov.ua › cgi-bin › cgiirbis_64 › S21A.
irbis-nbuv.gov.ua
http://www.irbis-nbuv.gov.ua › irbis_nbuv › cgiirbis_64
library-service.com.ua
https://library-service.com.ua › DocumentDescription
ippo.if.ua
https://ippo.if.ua › 1481-dzherela-1-4-77-80-2015
Український інтерес
https://uain.press › blogs › attachment › mari-jka-pidgir…
Український інтерес
https://uain.press › blogs › marijka-pidgiryanka-1200
Високий Замок
https://wz.lviv.ua › Україна
Litgazeta.com.ua
https://litgazeta.com.ua › Новини
Ніжинський державний університет імені Миколи Гоголя
http://www.ndu.edu.ua › pravyla-pryiomu › itemlist › tag
Національний музей народного мистецтва Гуцульщини та Покуття
https://hutsul.museum › publishing › museum-magazine
korostenmedia.news
https://korostenmedia.news › Актуально
ДНПБ
https://dnpb.gov.ua › 2016/01 › index_9_1 DOC
Закарпаття онлайн
https://images.zakarpattya.net.ua › Zmi › 99218-Mystets..
Закарпаття онлайн
https://zakarpattya.net.ua › News
Рахівська публічна бібліотека
http://rakhivcrb.blogspot.com › 2020/11 › blog-post_80
Рахівська районна державна адміністрація |
https://rakhiv-rda.gov.ua › node
Надвірнянська районна державна адміністрація
https://nadrda.gov.ua › viznacheno-laureativ-premii-im…
Репортер — новини Івано-Франківська та Прикарпаття
https://report.if.ua › kultura › najvyshcha-nagoroda-u-f…
UKR.NET
https://www.ukr.net › news › details › ivano_frankivsk
UKR.NET
https://www.ukr.net › ⚡ новини Івано-Франківська
Інформатор Коломия
https://kl.informator.ua › НОВИНИ
studiamethodologica.com.ua
https://studiamethodologica.com.ua ›..
Галичина — Інтернет-ресурс газети
https://galychyna.if.ua › 2023/05/04 › na-ivano-frankivs.
Бліц-Інфо
https://www.blitz.if.ua › news › na-prikarpatti-viznachil…
Еспресо Захід
https://zahid.espreso.tv › Новини Західної України
Інформатор Івано-Франківськ
https://if.informator.ua › ЖИТТЯ
ОТБ Галичина
https://galtv.if.ua › video › nagorodzhennya-laureativ-pr…
ОТБ Галичина
https://galtv.if.ua › index.php › video › etnoskrynya-kaf…
Галичина — Інтернет-ресурс газети
https://galychyna.if.ua › analytic › spilna-sila-ukrayinstva
Агенція новин Фіртка
https://firtka.if.ua › url › rewrite
Газета «Гуцульський край»
https://gk.if.ua › 2009 › March
Голос України
http://www.golos.com.ua › article
Наукова періодика Каразінського університету
https://periodicals.karazin.ua › philology › article › view
ova.net.ua
https://muk.ova.net.ua › tags › adelia-hryhoruk
eVNUIR
https://evnuir.vnu.edu.ua › bitstream PDF
[Архівовано 29 грудня 2017 у Wayback Machine.]
- https://www.facebook.com/.../posts/816564345084145:0
- https://westnews.com.ua › … › Прикарпаття › Косів
- Казки Аделі Григорук